# 东山侗族乡
东山侗族乡，是中华人民共和国湖南省邵陽市绥宁县下辖的一个乡镇级行政单位。

## 行政区划
东山侗族乡下辖以下地区：
东山村、牛背岭村、翁溪村、表华村、谢庄村、阳溪村、横坡村、白岩村、俊头村、石桥村、路斯村、洛界村、大凼村、大坪村、三溪村、土溪村、长界村、乐荣村和深坳村。

## 中国传统村落
2013年8月，东山村被评为第二批中国传统村落。